# 戦え!超ロボット生命体トランスフォーマー2010
『戦え!超ロボット生命体トランスフォーマー2010』（たたかえちょうロボットせいめいたいトランスフォーマーにいぜろいちぜろ）は、トランスフォーマーシリーズのアニメ作品第2弾で、『戦え!超ロボット生命体トランスフォーマー』の続編。
米国版『THE TRANSFORMERS』シーズン3に相当する。
日本テレビなどで放送。全32話。
2024年9月13日からは『戦え!超ロボット生命体トランスフォーマー』に続いて、T-SPARK 公式チャンネルより第1話と第2話が配信され、以降は毎週金曜日に2話ずつ順次配信されていた。

## 特徴
前作は、地球のエネルギー資源を巡るサイバトロンとデストロンの戦いの物語だったが、本作品では舞台が宇宙全体に拡大。全編を通して、トランスフォーマーや地球人も含めた様々な種族や生命体が登場した。本作品より登場するトランスフォーマーの主要キャラクターたちは、実在の車両や航空機ではなく、近未来的なデザインのメカに変形するキャラクターが多い。
劇場版『トランスフォーマー ザ・ムービー』制作後、本作でも東映動画への発注は続いていたが、円高で激変する為替相場の影響で、主要スタッフのネルソン・シンが大韓民国で設立したAKOMが中心となって大半のエピソードを担った。しかし、「ガルバトロンの生存を喜ぶデストロン兵士たちの中に、ガルバトロンがいる」「ムービーで死亡したキャラが、背景に登場」「合体ロボと、合体前の個別のトランスフォーマーが同時に映っている」「街中を歩いているのに突然、背景が宇宙空間になる」など、前作に輪をかけて作画上のミスが多く、そのクオリティに日本国内の「トランスフォーマー」関係者は必ずしも満足できなかったという。一方、東映動画は13話分の制作を担当。『ザ・ムービー』より続投し制作進行を務めた宇田鋼之介によると、制作本数が少ないためか東映動画側の制作進行は宇田を含め2人しかいなかったという。また、当時はコピー機の性能が良くなくアメリカから送られてきた絵コンテや膨大な設定をコピーするだけで1日が終わってしまうことや、動画を他社に発注してもどこも請けてくれなかったという状況を明かしている。
玩具は、大半が既存製品の流用だった前作と違い、このシリーズの新キャラクターの多くは商品のデザインをハズブロが新たに起こし、それをタカラが商品にしていくという形となった。しかし、変形の前後が繋がらない絵が送られてきた上に「変形プロセスは其方で考えてくれ」と言われたり、ホットロディマスとロディマスコンボイが同一人物かつリーダーであることや、ガルバトロンがメガトロンの強化体であることも知らされずに（破壊大帝ではなく要塞参謀として）玩具が開発されるなど、タカラ側の混乱は相当なものだったようである。その結果、アニメ設定と大幅にイメージが異なる商品が多数登場した。
『2010』のタイトルは語感を優先した日本独自の設定で、米国版では『THE TRANSFORMERS』のシーズン3に相当。映画版における、2005年のユニクロン戦争の翌年である2006年が舞台となっている。
前作同様、サブタイトルは「角ばった独特のフォント」で表示されているが、テロップの差し替えは行われず原語版のサブタイトルにそのまま重なる形で表示された。
なお、アイキャッチは前作のものを少し手直しして、「TRANS FORMERS」のロゴを表示する部分をカットし、本来の英字メッセージの上に「トランスフォーマー 2010」のロゴを被せ、BGMも日本語版OPのものを使用した。

## ストーリー
ユニクロン戦争から5年、戦いはサイバトロンの勝利に終わった。
落ち延びたデストロンは辺境の惑星ジャールにて、エネルギー不足に苦しみながらも、惨めな生活を送っていた。
航空参謀サイクロナスはそんな彼らを1つにまとめあげ、宇宙の果てに追放された新破壊大帝ガルバトロンを復活させ、軍団の再生を企てる。
また、代々のサイバトロン総司令官の持つ叡智の結晶体「マトリクス」を受け継いだ、若き騎士ホットロディマスは、ロディマスコンボイとして、サイバトロンの新しい総司令官となる。
そして、自分の資質に悩みながらも多くの仲間に支えられ、次第にリーダーとして、自覚と自信に目覚めていく。
一方で、超ロボット生命体の創造主であり、邪悪な知的生命体のクインテッサ星人も、セイバートロン星の奪還を狙い、行動を開始する。
サイバトロンVSデストロン、第三勢力・クインテッサ星人の三つ巴の戦いが、宇宙を舞台に展開する。

## 登場人物
本項での話数の数え方はソフト版に準拠する。 

### サイバトロン戦士 / Heroic Autobots

#### サイバトロン / Autobots
C-77 総司令官 ロディマスコンボイ / Rodimus Prime
声 - 石丸博也 / 英 - リシャール・ゴーティエ、テッド・シュワルツ（初期）
コンボイの後を受け継いだ、サイバトロンの新たな総司令官。セイバートロンタイプのトレーラートラック（キャンピングカーと記載されている媒体もあり）に変形する。前身は騎士「ホットロディマス / Hot Rod」。ユニクロン戦争の最中に「マトリクス」に選ばれて、その保有者になった若者であり、元来自由気ままに生きてきたため、司令官としての過剰な重責に苦悩しつつも、必死に戦い続ける。

C-78 騎士 ホットロディマス / Hot Rod
声 - 石丸博也 / 英 - リシャール・ゴーティエ
ロディマスコンボイの前身。胸のマトリクスを外すと、この姿に戻る。セイバートロンタイプのドラッグカー風 スーパーカーに変形する。
第28話では、デストロンに「マトリクス」を奪われてしまい、その責任感に耐えかねて失踪までしてしまうが、出会った剣道師範の助言により、司令官としての自信を取り戻す。

C-69 シティコマンダー ウルトラマグナス / Ultra Magnus
声 - 速水奨 / 英 - ジャック・エンジェル
時に気弱なロディマスコンボイを支える、実質的No.2。キャリーカー（玩具のキャブは、フレートライナーCOE）に変形する。戦士としての勇敢さは勿論のこと、軍団を率いるリーダーとしても有能である。
スクランブルシティの責任者であるシティコマンダーの役職を持つが、ロディマスらとともに宇宙各地で行動することが多い。

女性戦士 アーシー / Arcee
声 - 勝生真沙子 / 英 - スーザン・ブルー
ウーマン（女性型）サイバトロン。スーパーカーに変形する。優しく勇敢な性格である。正確無比な射撃力とスピード、機智と行動力はサイバトロンでも屈指。スプラングの恋人。
なお、サンドストームの故郷である惑星パラドロンには、アーシーと同型のライフライン / Lifeline（色はペパーミントグリーン）が存在している。

C-82 戦士 チャー / Kup
声 - 阪脩 / 英 - ジョン・スティーヴンソン
経験豊かなベテラン戦士。ピックアップトラック型（海外名の由来）スーパーカーに変形する。サイバトロンの知恵袋として、ロディマスコンボイを支える。昔の体験談を語るのが好きだが、マジメに聞いてくれるのは、グリムロックくらい。老いたりと言えども、そのタフさはかなりのもの。

C-79 情報員 ブラー / Blurr
声 - 山口健 / 英 - ジョン・モシッタ二世
スーパーカーに変形する。臆病で、神経質な性格のせいか、異様に早口で落ち着きがなく、初対面の相手からは必ずと言っていいほど「回路が壊れているのか?」などと聞かれてしまう。しかし任務は着実にこなす、優秀なサイバトロン戦士。

星間輸送戦士 スカイリンクス / Sky Lynx
声 - 戸谷公次 / 英 - アロン・キンケイド
第5話から登場。惑星間航行能力を有するサイバトロン戦士。「空飛ぶ山猫」の異名を持つ。翼を持つ雷竜を思わせるロボット形態から、スペースシャトルに変形。上部シャトル部分が変形した始祖鳥と、下部キャリア部分が変形した山猫に分離することも可能。その際、両者の人格は同一で声も同じだが、別行動も可能。一人称は「我が輩」で空飛ぶ山猫を自称する。仲間を乗せて輸送する際は「スカイリンクス航空」を自称する陽気な性格。武器はダイノバードの口に内蔵された、摂氏三千度の炎を吐くアセチレンブラスター。自信家であり、ダイノボットと同列に扱われることを嫌う。第26話では一時的に野獣トランスフォーマーたちのリーダーとして振る舞った。
続編の『ザ☆ヘッドマスターズ』では、外宇宙探査に旅立った。
玩具はトイボックスが製造した商品。電動で、歩行&走行する。
海外でのみ発売され、日本国内でも、1988年ごろに発売が検討されていたが、版権などの問題により実現せず、開発を行ったトミーがタカラと合併したことで、2008年に、発売が実現した。

C-70 スクランブルシティー メトロフレックス / Metroplex
声 - 阪脩 / 英 - バド・デイビス
第5話から登場。防衛都市 スクランブルシティから移動要塞に変形し、ロボット形態では身長1,000mに達する、超大型トランスフォーマー。
以下の3体はガードロボットである。

支援員 シックスガン / Six Gun
声 - 塩屋翼 / 英 - モーリス・ラマーシュ
第6話から登場。メトロフレックスのガードロボット。メトロフレックスの一部パーツや銃が合体した姿。

警備員 スキャンパー / Scamper
声 - 江原正士、石井敏郎（14話） / 英 - ダン・ギルベザン
第6話から登場。メトロフレックスのガードロボット。黒い6輪のスーパーカーに変形する。

スレマー（スラマー）/ Slammer
第6話から登場。メトロフレックスの防衛を担う、自律戦車。

#### スロットルボット部隊 / Throttlebots
第29話から登場。自動車に変形する部隊で、機動性に優れている。『ザ・リバース』『ザ☆ヘッドマスターズ』にも引き続き登場。
C-92 輸送員 ワイドロード / Wide Load
オレンジ色のダンプトラックに変形。

C-93 監視員 ルックライト / Searchlight
フォード・RS200に変形。

C-94 探察員 チェイス / Chase
フェラーリ・テスタロッサに変形。

C-95 追跡員 ロールバー / Rollbar
緑のジープCR-1に変形。
『2010』本編には登場せず、『ザ・リバース』『ザ☆ヘッドマスターズ』から登場する。

C-96 破壊員 ランウェイ / Freeway
シボレー・コルベットC4形に変形。

C-97 情報指揮官 ゴールドバグ / Goldbug
声 - 塩屋翼 / 英 - ダン・ギルヴェザン
宇宙ペストに感染したスペリオンにより負傷したバンブルがクインテッサ星人により再生された姿（同時に改名する）。ビークルモードはフォルクスワーゲンを踏襲している。
『ザ☆ヘッドマスターズ』では部隊のリーダーとなる。
玩具の名称や雑誌の記事での表記は「ゴールドバック」。

#### テックボット部隊 / Technobots
第23話から登場。ハイテクメカに変形する。
C-86 攻撃指揮官 スキャッターショット / Scattershot
声 - 稲葉実 / 英 - スティーブ・ブリン
C-87 砲撃員 ノーズコーン / Nosecone
声 - 島香裕 / 英 - デイヴィッド・ワークマン
C-88 狙撃員 ストレイフ / Strafe
声 - 戸谷公次 / 英 - スティーブ・ブリン
C-89 探索員 ライトスピード / Lightspeed
声 - 喜多川拓郎、山口健（25話） / 英 - ダニー・マン
C-90 射撃員 アフターバーナー / Afterburner
声 - 石井敏郎 / 英 - ジム・カミングス
C-91 合体戦士 コンピューティコン / Computron
声 - 塩屋翼 / 英 - バート・クレイマー

#### 前作からのキャラクター
01 総司令官 コンボイ / Optimus Prime
声 - 玄田哲章 / 英 - ピーター・カレン
ユニクロン戦争で戦死した、サイバトロンの初代総司令官。クインテッサ星人の科学力によりゾンビロボットとして蘇り、サイバトロンを壊滅させるために利用されたが、元の自我を取り戻し、サイバトロンを救うために惑星に衝突。消滅したと思われた。しかし、終盤において、彼の亡骸が宇宙を漂っているところを発見され復活を果たす。
日本版における続編『ザ☆ヘッドマスターズ』では、サイバトロン長官に就任。

39 科学者 パーセプター / Perceptor
声 - 城山知馨夫 / 英 - ポール・エイディング
サイバトロンの科学者。大砲にもなる顕微鏡に変形。
ディフェンスベース オメガ・スプリーム / Omega Supreme
声 - 江原正士 / 英 - ジャック・エンジェル
ロケットと戦車に変形する、巨大戦士。本作品では「2010年の大放送」に登場。第25話では、別任務に就いていると語られるのみ。

#### 新たにメンバーが加わった部隊
ミニボット部隊 / Mini Vehicles

C-80 サバイバリスト ウィーリー / Wheelie
声 - 小宮和枝 / 英 - フランク・ウェルカー
C-57 戦闘員 ハブキャップ / Hubcap
C-58 鉱石技師 ウェーブ / Swerve
声 - 稲葉実 / 英 - テッド・シュワルツ
C-59 射撃員 アウトバック / Outback
声 - 塩屋翼、江原正士（第5話） / 英 - ダン・ギルヴェザン、アロン・キンケイド、グレッグ・バーガー（第19話）
C-60 戦士 パイプス / Pipes
声 - 堀内賢雄 / 英 - ハル・レイル
C-61 偵察員 テイルゲイト / Tailgate
声 - 城山知馨夫 / 英 - テッド・シュワルツ

トリプルボット部隊 / Autobot Triple Changers
C-83 偵察員 サンドストーム / Sandstorm
声 - 塩屋翼 / 英 - ジェリー・ハウザー
C-84 空中防衛戦士 スプラング / Springer
声 - 堀内賢雄 / 英 - ニール・ロス
C-85 空海防衛戦士 ブロードサイド / Broadside
声 - 江原正士 / 英 - ビル・マーチン

#### その他
テレトラン・ツー / Teletraan II
声 - 塩屋翼 / 英 - フランク・ウェルカー
テレトラン1が、地球のサイバトロン基地もろともダイナザウラーに破壊された後に登場した、サイバトロンの新メインコンピューター。

### ジャンキオン / Junkions
惑星ジャンキオンに住む、超ロボット生命体。本来はサイバトロンおよびデストロンのどちらにも属さない、独立した種族であるが『ムービー』以来、サイバトロンと親交を結んでいる。全員が、バイクに変形する。
テレビ視聴と散らかった場所が大好きで、ゴミ収集を生業としている。縄張り意識が強く、侵入者を敵視する。当人たちのボディは非常に壊れやすいが、瞬時に補修できる技術者集団でもある。
C-81 ジャンキオン指揮官 レックガー / Wreck-Gar
声 - 石井敏郎 / 英 - トニー・ポープ
第10話から登場。ジャンキオンのリーダー。オートバイに変形。

### デストロン軍団 / Evil Decepticons

#### デストロン / Decepticons
D-62 新破壊大帝 ガルバトロン / Galvatron
声 - 加藤精三 / 英 - フランク・ウェルカー
ムービーでコンボイとの一騎討ちにより重傷を負い、スタースクリームに裏切られて宇宙に放逐された前作の破壊大帝メガトロンが、ユニクロンの手で再生強化された姿。レーザーガンと移動砲台に変形。メガトロンの融合カノン砲の3倍の力があるビーム砲を装備している。随一の破壊力を持ち、惑星一つを吹き飛ばすことも可能である。戴冠式を行っていたスタースクリームを倒してデストロンのリーダーに返り咲くが、ロディマスコンボイとの戦いで宇宙に追放され、5年もの間溶岩惑星スラルで眠っていた（眠っていた年数は復活時期を2010年としてカウントしたもので、海外版設定では1年間である）。
精神・頭脳回路に異常をきたしていて、かつての冷厳さは失われ、凶暴かつ野蛮な破壊者となっている。宇宙放送を受電し、さらに変調をきたすなどの異常も見られた。
最終回では宇宙ペストから解放してくれたコンボイに礼を言う場面もあり、落ちぶれたデストロンを見事に立て直した。
元々はメガトロンとは別人であり、ウルトラマグナスのライバルかつダイノベースを取り仕切る要塞参謀という設定であった（本編の第1話のテロップにて「要塞参謀 ガルバトロン」と表記されるのは、このため）。その他、カラーリングなども当初から児童雑誌の記事や玩具宣伝での時点と実際のアニメで大きく変化している。

D-70 新航空参謀 サイクロナス / Cyclonus
声 - 稲葉実 / 英 - ロジャー・C・カーメル→ジャック・エンジェル
『ムービー』でスタースクリームによって宇宙に放逐されたデストロンを素体にユニクロンの手で製造されたトランスフォーマー。オリジナルデザインの戦闘機に変形。

D-71 スウィープス参謀 スカージ / Scourge
声 - 島香裕 / 英 - スタン・ジョーンズ
サイクロナスの率いる親衛隊「スウィープス」のリーダー。『ムービー』でスタースクリームによって宇宙に放逐されたデストロンを素体にユニクロンの手で製造されたトランスフォーマー。ホバークラフト型の宇宙船に変形。

スウィープス / Sweeps
声 - 喜多川拓郎、江原正士、塩屋翼、他 / 英 - ジャック・エンジェル、クリス・ラッタ、フランク・ウェルカー、他
スカージと同じ姿をしており、スカージ同様、ホバークラフト型の宇宙船に変形する。
ユニクロンによって再生されたと思われるもの以外にも多数、存在している。
スカージ以上に臆病な上に、スカージをリーダーとすら思っていないらしく、サイクロナスの一喝で、ようやく働くこともある。

D-72 補給兵 オクトーン / Octane
声 - 堀内賢雄 / 英 - ボー・ウィーヴァー
タンクローリーとジェット機に変形する補給兵。野心家であり、ガルバトロンを倒してリーダーになろうと画策する。ダイナザウラーを密かに手懐けて独裁国家カルボンビアに身を隠し、石油を原料としたスーパーエネルゴンを生成。その後ガルバトロンに見つかり、スーパーエネルゴンを引き合いに出してその場を逃れるも、裏切り者として追われる身になる。デストロンを離れた後は、ジャンキオンの仕事を受けたり、サンドストームと親交を結んだが、デストロンに襲われ続け、サイクロナスとスウィープスが処刑に訪れる。辛くもデストロンの墓地に逃げ込んだ後はスタースクリームの幽霊に遭遇し、ガルバトロン暗殺に手を貸すことになる。その後はサイバトロンから逃げ還ってきたガルバトロンを見て、姿を消したが、その後も登場している。
サンドストームによればボディは旧式モデル。かわいこちゃん（女性ロボット）を録画したビデオ鑑賞が趣味。
『ザ☆ヘッドマスターズ』にも登場。

D-63 ダイノベース ダイナザウラー / Trypticon
声 - 島香裕 / 英 - ブラッド・ギャレット
第4話から登場。デストロン版スクランブルシティとも言えるダイノベースから移動基地形態を経て、巨大恐竜に変形する。

フルチルト / Full-Tilt
ダイナザウラーのガードロボット。四輪のビークルモードからロボットモードに変形。

#### バトルチャージャー / Battlechargers
スタントロンに次ぐ、カーロボットチーム。「バトルチャージャーズ」の名は玩具本体に搭載されていた、プルバック式モーターのゼンマイを巻く仕組＝「（モーターの）パワーをチャージする」に由来。最大の特徴はカーモードからロボットモードへの自動変形ギミックで、プルバック走行をさせると内部のロックが解除され、スプリングの力でロボットへ変形する。玩具は日本未発売だが、ラナバウトのみ、『2010』放送前に展開された「コンボイが死んだ」キャンペーンの懸賞品として「バトルチャージャー」の名義で、タカラから提供された。
攻撃兵 ラナマック（ルナムック）/ Runamuck
声 - 西村知道 / 英 - ロジャー・ベア
第11話から登場。ファイアーバード・トランザムに変形。ラナバウトに似たタイプの白いボディで、行動を共にする兵士。ダイノベース内部から、スタースクリームの妨害をするなどして活躍。摩擦ライフルが武器。

攻撃兵 ラナバウト（ルナボート）/ Runabout
声 - 塩屋翼 / 英 - ロジャー・ベア
第16話から登場。ボディーカラーは黒。ロータスエスプリに変形。自分たちを一流のデストロンと自負しており、ダイノベース警備などの任務に当てるガルバトロンに不満を抱いている。相手の知らない武器で、戦慄かせることが好き。高出力粒子ビームライフルが武器。

#### アニマトロン部隊 / Predacons
第5話から登場。野獣メカに変形する。攻撃力、敏捷性に優れるも、知能は低い。
D-73 参謀 レーザークロー / Razorclaw
声 - 稲葉実 / 英 - ジョー・リーヒ
D-74 砲兵 ラムページ（ランページ）/ Rampage
声 - 難波圭一、喜多川拓郎 / 英 - ローリー・ファソ
D-75 空中攻撃兵 ダイムボム / Divebomb
声 - 堀内賢雄、塩屋翼（24話） / 英 - ローリー・ファソ
D-76 補給兵 タントラム / Tantrum
声 - 島香裕、喜多川拓郎、塩屋翼 / 英 - フィリップ・L・クラーク
D-77 地上攻撃兵 ヘッドストロング / Headstrong
声 - 喜多川拓郎、江原正士、城山知馨夫、堀内賢雄 / 英 - ロン・ファインベルグ
D-78 巨重合体兵 プレダキング / Predaking
声 - 稲葉実 / 英 - バド・デイビス

#### テラートロン部隊 / Terrorcons
第23話から登場。怪獣メカに変形する。
D-79 破壊指揮官 ハングルー / Hun-gurrr
声 - 城山知馨夫 / 英 - スティーブ・ブリン
D-80 テロリスト リッパースナッパー / Rippersnapper
声 - 堀内賢雄 / 英 - ジム・カミングス
D-81 追撃兵 シナーツイン / Sinnertwin
声 - 西村知道 / 英 - ジャレッド・バーグレー、デイヴィッド・ワークマン
D-82 急襲兵 カットスロート / Cutthroat
声 - 速水奨 / 英 - トニー・セント・ジェイムズ
D-83 火炎歩兵 ブット / Blot
声 - 山口健 / 英 - トニー・セント・ジェイムズ
D-84 合体兵士 オボミナス / Abominus
声 - 城山知馨夫 / 英 - ジム・ゴサ

#### 前作からのキャラクター
22 航空参謀 スタースクリーム / Starscream
声 - 鈴置洋孝 / 英 - クリス・ラッタ
前作の航空参謀。ザ・ムービーでは戴冠式の最中にガルバトロンの手で処刑されるも、幽霊として再登場した。他のトランスフォーマーに憑依することが可能で、ガルバトロンへの復讐と新たなボディの獲得のために暗躍した。最終的にはユニクロンと取引し、新たなボディを獲得して復活を果たす。
しかし、復活した直後にエネルゴンキューブの爆発で吹き飛ばされ、最後はガルバトロンのSFガンを受けて宇宙の彼方に飛んでいった。
2001年にe-Hobby限定で、この姿を再現したゴーストバージョンが、ブラックバージョンと2体セットで発売されている。

#### 新たにメンバーが加わった部隊
カセットロン部隊 / Decepticon Mini-Cassette
オーバーキル、スラッグフェストの2体は、本作品のみの登場。

D-108 情報伝達兵 スラッグフェスト / Slugfest
D-109 破壊工作兵 オーバーキル / Overkill

### クインテッサ星人
クインテッサ星人 / Quintessons
声 - 石井敏郎、島香裕、城山知馨夫など / 英 - ジャック・エンジェル、ロジャー・C・カーメル、レジス・コーディック
過去のセイバートロン星の支配者。様々な種族がいる。自らの労働力として、トランスフォーマーの祖先たる超ロボット生命体を製作し、奴隷として扱ってきたが、感情の生まれた彼らの反乱により星を追われた。トランスフォーマーの殲滅とセイバートロン星の奪還を狙っている。数々の星に武器を売りつけ、戦争を焚き付ける「死の商人」でもある。
本編では「第3勢力」として暗躍するが、当時の雑誌記事では「デストロンの子分」と紹介されることがあった。

五つ顔のクインテッサ星人
最も多く登場した基本形。死・怒り・裁き・戦争・智慧の面を持つ設定があるが、劇中では詳細に描写されたことはない（ただし、最終回において登場した一人は、自分を「ワシら」と形容し、顔が切り替わると声も変わっていた）。

デリベラータ判事 / Judge Deliberata
声 - 島香裕（第2話）、戸谷公次
第2話・第3話・第4話に登場。ロディマスたちに捕らえられ、ゴミ収拾惑星・ゴーに共に不時着する羽目になった、クインテッサ星人。

エイリアン型 クインテッサ星人
声 - 島香裕、西村知道、阪脩
巨大な後頭部と、六つの腕を持った顔は一つのクインテッサ星人。裁判場で陪審員を務めたり、マナス船長と取引したりという場面で登場している。

科学者のクインテッサ星人
頭部が巨大で、白い髭を生やしたクインテッサ星人。

インキラータ / Inquirata
声 - 石井敏郎、城山知馨夫 / 英 - トニー・ポープ
第9話・第10話に登場。タイムウインドゥの実験、トランスフォーマーたちの性質を調べる実験を行っては騒動を起こす科学者。

その他のクインテッサ星人

三つ顔の科学者
声 - 江原正士
第18話に登場。過去のセイバートロン星にて、動物とロボットの融合体であるトランスオーガニック（声/英 - フランク・ウェルカー）を製作し、制御できずに顔の一つを潰された科学者。それを利用し、トランスフォーマー壊滅を企てる。

赤の魔法使い マラ・アルタ / Mara-Al-Utha
声 - 石井敏郎 / 英 - コーリー・バートン
第12話に登場。異次元の魔法の国・メノニアを支配する、悪の魔法使い。正体は追放刑に処された、クインテッサ星人。

下僕
クインテッサ星人の忠実な下僕。かつてのトランスフォーマーの祖先の轍を踏まないように総じて知能は低く設定されている。
死刑執行兵 シャークトロン / Sharkticon
声 - 堀内賢雄、江原正士ほか / 英 - フランク・ウェルカー、ジム・カミングス
鮫型のモンスターに変形する、死刑執行人。数で襲い掛かる兵隊。軟化レーザーと鎖鉄球が武器。
玩具は日本では、海外パッケージのままで、数量限定で販売された。
玩具の所属や当時のグラビアでは、デストロン兵士として扱われていた。

ガード / Guards
声 - 堀内賢雄、島香裕
ワニ型のモンスターに変形する。ボディガードや宇宙船の操艦などを務める。シャークトロンよりは知能が高く、話すこともできる。
他に、腕が銃になっている門番や、ミノタウロスを思わせる牢番などがいる。

### 地球人、その他
スパイク / Spike Witwicky
声 - 江原正士 / 英 - コーリー・バートン
本作品では地球人の親善大使。カーリーと結婚して、息子のダニエルを儲ける。前作の行動力は健在で、武器を手に取り、サイバトロン戦士とともにデストロン軍団やクインテッサ星人と戦うこともある。

ダニエル / Daniel Witwicky
声 - 後藤真寿美 / 英 - デヴィッド・メンデンホール
スパイクの息子。グリムロックやウィーリーと仲が良く、問題を起こすことも多い。ロディマスコンボイを、心から尊敬している。

カーリー / Carly Witwicky
声 - 小宮和枝（1話）→ 高島雅羅 / 英 - アーリーン・バナス
スパイクの妻で、ダニエルの母。本作品での登場回数は少ないが、息子が異次元に消えた際は自ら捜索に向かった。

メリッサ・フェアボーン / Marissa Faireborn
声 - 小宮和枝 / 英 - スーザン・ブルー
地球防衛軍の大尉で、気丈な女性戦士。第10話には、彼女の父親（声 - 喜多川拓郎/英 - ビル・ラトナー）が登場する。
後に、バイナルテックに同名キャラが登場。キスぷれでは、メリッサの父親として登場している。
母親は同じくGIジョーチームのメンバーで、フリントのパートナーだった、レディJとされている。
『トランスフォーマー キスぷれ』には、地球防衛軍に所属する以前の彼女が、親TF派のレジスタンスとして登場する。
彼女の所属する地球防衛軍は、原語では「EDC」（アースディフェンスコマンド:Earth Defence Command）と呼称される。
日本語版ではこの呼称は使われなかったが、後のバイナルテックやキスぷれの設定で使用されている。

ユニクロン / Unicron
声 - 石井敏郎 / 英 - ロジャー・C・カーメル
『トランスフォーマー ザ・ムービー』で登場した巨大TFだが、本作品では首だけとなり、セイバートロン星の衛星となっている。
体内に侵入された際は、意識を取り戻すことも。
体の復活を望む、スタースクリームと取引をし、セイバートロン星を自分の新たなボディにしようと画策したが、失敗した。

スカックスゾイド / Skuxxoid
声 - 江原正士 / 英 - ハル・レイル
第1話・第7話・第11話・第25話に登場。豚のような顔を持つ異星人、宇宙の殺し請負人。クインテッサ星人やデストロンに雇われて様々な任務を行うが、ドジで運が悪く失敗することが多い。
命乞いをする際には、妻と11人の子供がいることを、必ず口にする。

スリザード / Slizardo
声 - 堀内賢雄 / 英 - フランク・ウェルカー
第25話に登場。妙な言語を喋る、スカックスゾイドの相棒。前作の「ギャンブル惑星モナカス」に登場した個体と同一個体かは不明。

アブドゥール・ファカディ / Abdul Fakkadi
声 - 石井敏郎 / 英 - フィル・クラーク
第1話・第6話に登場。アフリカ北部の海岸部に位置する、カルボンビア社会民主連邦共和国の終身大統領。「王の中の王、独裁者の中の独裁者」を自称。デストロンを匿っては、ひどい目に遭う。
モデルは冷戦当時のカダフィ大佐。

A-3 / A-3
声 - 阪修 / 英 - トニー・ポープ
第9話に登場。タイムウインドゥを越えて現れた、クインテッサがセイバートロン星を支配していたころのサイバトロン革命軍指導者。後のアルファートリン。

ベータ / Beta
声 - 山田栄子 / 英 - スーザン・ブルー
第9話に登場。A-3に想いを寄せており、彼と共にクインテッサに立ち向かう、ウーマンサイバトロンの闘士。
ガデポ / Dark Guardians
第9話に登場。クインテッサの警備用ロボット。オメガ・スプリームに似ている。

ケイオス / Chaos
声 / 英 - フランク・ウェルカー
第11話に登場。最も堅い鉱物・デスクリスタルで覆われた、巨大なモンスター。チャーの因縁の相手。

ゴールデン・ワン / The Golden One
声 - 阪修 / 英 - グレッグ・バーガー
第12話に登場。マラ・アルタの魔法の師匠。彼に幽閉されていた、善の魔法使いにして、太陽の龍。

囚人 / Golden One's pupil
声 - 城山知馨夫 / 英 - ポール・エイディング
第12話に登場。ゴールデン・ワンの一番弟子。マラ・アルタに姿を奪われ、城に幽閉されていた。

イナラ / Ynara
声 - 真柴摩利 / 英 - アーリーン・バナス
第12話に登場。オデシックス星の大使。ダニエルをペット呼ばわりしてしまったが、悪気があったわけではないらしい。

バッソ / Basso Profundo、 ゼボップ / Zebop Skandana、 アレグラ / Allegra
声 - 島香裕、山口健、勝生真沙子/ 英 - エド・ギルバート、ポール・エイディング、アーリーン・バナス
第14話に登場。音楽が全てのエネルギー源となる、惑星ユーリズマの王、王子、王女。
音楽の方向性の違いから対立してしまい、そこをデストロンに付け込まれる。三人の力を合わせたハーモニーは「究極の兵器」ともなり、サウンドウェーブとブロードキャストは「妙なる究極の美」だと褒め称えた。

アーガー / Agar、 ラナーク星代表 / Lanarqan Representative
声 - 西村知道、喜多川拓郎
第19話に登場。隣り合った惑星ながら仲の悪い二つの星であるエタクシスの首相と、ラナークの代表。平和会議の席上で取っ組み合い、撃ち合いまでしてスパイクたちを呆れさせた。

Mr.ドラス / Victor Drath
声 - 石井敏郎 / 英 - フィル・クラーク
第22話に登場。武器密売組織のボス。邪魔なサイバトロンの始末を、スネークに依頼する。

ミッシェル / Michelle
声 - 佐々木るん / 英 - スーザン・ブルー
第22話に登場。ドラスの部下。人間化したロディマスを一旦は匿う。

ダッチ / Dutch
声 - 喜多川拓郎 / 英 - ジャック・エンジェル
第22話に登場。ドラスの部下。

スネーク / Snake
声 - 田中亮一 / 英 - クリス・ラッタ
第22話に登場。銀色の仮面を被った、謎の科学者。精神を偽の肉体に移し変える装置で、サイバトロンたちを、人間にしてしまう。

ダーク・マナス / Dirk Manus
声 - 江原正士 / 英 - チャーリー・アドラー
第23話に登場。宇宙船レイジー・スー号を駆る、闇の商人。拝金主義者であるが、かなりのロマンティスト。

王女 / Fairy Princess
声 - 高島雅羅 / 英 - リンダ・ゲイル
第24話に登場。ロディマスたちの迷い込んだ、不思議な空間で、スプラングとレーザークローが出会った王女。

プリマクロン / Primacron
声 - 難波圭一 / 英 - フィル・クラーク
第26話に登場。ロボット生命体の生みの親にして、ユニクロンを作った大天才科学者。銀河系が誕生したころから存在する。ユニクロンの造反に懲り、エネルギー生命体を創造する。

トルネドロン / Tornedron
声 - 島香裕 / 英 - ニール・ロス
第26話に登場。プリマクロンの作った超エネルギー生命体。ありとあらゆるエネルギーを吸い尽くし、果てしなく巨大化していく。エネルギーの集合体だけに、どんな姿にも変化できる。

プリマクロンの元助手 / Oracle
声 - 石井敏郎 / 英 - グレッグ・バーガー
第26話に登場。かつては野獣のようなロボットだった。プリマクロンを見限り、トルネドロンに対抗すべく、野獣トランスフォーマーたちを招聘する。

ユンカン / Katsu Don
声 - 阪修 / 英 - ジャック・エンジェル
第27話に登場。惑星ザモジンの発明家。先祖の作った自律人形ニジカに似た、パーセプターのサイバトロンシンボルマークを、ユニバーサルエミュネーターごと切り取ってしまう。

ソンメイ / Nikodon
声 - 江原正士 / 英 - フランク・ウェルカー
第27話に登場。ユンカンの先祖。ザモジンの黄金期にロケットとニジカを開発したが、ザモジンのテレパシー能力を恐れたクインテッサの襲撃により打ち上げは失敗、失意に暮れた。

ニジカ / Nijika
声 - 勝生真沙子 / 英 - デニス・モーラ
第27話に登場。ソンメイの作った自律人形。

先生 / Sensei
声 - 城山知馨夫 / 英 - フィル・クラーク
第28話に登場。日本の剣道の師匠。サイバトロン総司令官としての使命と責任の重さに悩むロディマスに、「戦いに勝つことを考えると次は負けることを考えてしまうが、それではせっかく考えた勝つための算段に影響を及ぼして、混乱をきたしてしまう。それには無の境地で己の運命に従えば良い。自分の使命を果たそうとしない者は、その時既に敗れている」と助言する。

小津 / Ozu
声 - 難波圭一
第28話に登場。先生の弟子。街で、スカージに襲われている老女（声 - 石井敏郎）をかばい、日本刀で立ち向かう。

ジェシカ・モーガン / Jessica Morgan
声 - 高島雅羅 / 英 - ジョーイ・ゴルドニック
第29話・第30話に登場。宇宙空間で、コンボイのボディと宇宙ペストを発見した女性。地球に持ち帰るが、戦闘に巻き込まれて足が麻痺してしまう。ファーストエイドの作成した「スーパーレッグ」により、歩行可能にはなるものの、それを契機に激怒した父親が狂気に走ってしまう。宇宙ペストの危険性を危惧し、サイバトロンと合流。耐熱合金の利用法を教える。

マーク・モーガン博士 / Dr. Mark Morgan
声 - 石井敏郎 / 英 - トニー・ポープ
第29話・第30話に登場。ジェシカの父親。コンボイのボディに付着した宇宙ペストを発見する。娘のこととなると、途端に周りが見えなくなり、何かと「ロボットのせいだ!」とまくし立てて、周りの迷惑など考えずに暴れ回る。自らの行動は娘のためであり、絶対に正しいと盲信し疑わない。グレゴリーとともに、トランスフォーマーの壊滅を狙う。

グレゴリー・スワッフォード博士 / Dr. Gregory Swafford
声 - 江原正士 / 英 - ジャレッド・バークレイ
第29話・第30話に登場。耐熱合金を研究する科学者。過去にコンボイとメガトロンの戦闘に巻き込まれ、顔に傷をつけられたことからトランスフォーマー全体を憎んでいる。サイバトロンを回収したコンボイを囮にして、宇宙ペストを感染させてしまう。

アルファートリン / Alpha Trion
声 - 阪修 / 英 - ジョン・スティーヴンソン
第30話に登場。マトリクスの中に意識を残す、サイバトロンの長老。

イット / It
声 - 城山知馨夫 / 英 - ピーター・カレン
第30話に登場。マトリクスの中に意識を残す、サイバトロンの先祖の一人。かつて宇宙ペストに襲われたことがあり、その時の対抗策と脅威をコンボイに伝えた。

ナレーター / Narrator
声 - 政宗一成 / 英 - ビクター・カロリー
本作品のエンディングでは、サイバトロン・デストロン両軍のメンバーを差し置いて、ナレーターが「声の出演」の筆頭にクレジットされている。
本編の終了後に「トランスフォーマー2010情報」なるミニコーナーが加わる。

## スタッフ

### メインスタッフ
- 製作総指揮 - ジョー・バカル、マーガレット・ローシュ、トム・グリフィン
- 制作監督 - ネルソン・シン
- 監督 - レイ・リー、アンディ・キム
- 監督補佐 - マーナ・ブッシュマン、リサ・ウィルソン
- クリエイティブ・ディレクター - ジェイ・バカル
- シリーズ構成 - フリント・ディリー、スティーブ・ガーバー、マーヴ・ウルフマン
- キャラクター&背景デザイン - パット・アグナシン、フレッド・カリロ、ユーフロニオ・R・クルツ、ロメオ・フランシスコ、アーニー・グランアオ、ガブリエル・オヨス、リコ・リヴァル
- 背景デザインスーパーバイザー - デニス・ヴェニゼロス
- 色指定 - フィリス・クレイグ
- 音楽 - ジョニー・ダグラス、ロバート・J・ウォルシュ
- 音響監督 - ウォーリー・バー
- 制作 - ジェラルド・メラー、ジョージ・シンガー
- 共同制作 - ロジャー・スライファー
- アニメーション制作 - 東映動画、AKOM
- 製作 - サンボウ・プロダクション、マーベル・プロダクション
- 配給 - クラスター・テレビジョン・プロダクション

### 各話スタッフ
- 絵コンテ - デル・バラス、ビル・バリー、ダニー・ブラナディ、スヨン・チャン、ジュイン・キム、デビッド・シン、レオ・サリヴァン、ヤンサン・ユン
- 演出 - ウォーレン・バチェルダー、ボブ・マッツ、ボブ・ベミラー、ノーム・マッケイブ、ルディ・カタルディ、ジョー・モリソン、ゲーリー・チニキー、マーガレット・ニコルス、チャーリー・ダウンズ、スペンサー・ピール、リリアン・エヴァンス、カレン・ピーターソン、ジョン・フリーマン、スタン・フィリップス、キャロライン・ヘイワード、トム・レイ、ボブ・カーク、ボブ・トリート、ビル・ノール、ニール・ワーナー

### 日本語版制作スタッフ
- 連載 - テレビマガジン
- 監修 - 中野隆幸
- 演出 - 田島荘三
- 翻訳 - 平田勝茂
- 効果 - 新音響
- 選曲 - 佐藤恭野
- 調製 - 近藤勝之
- 録音スタジオ - コスモスタジオ
- VTRスタジオ - サウンドシティ・ビデオ
- プロデューサー - 佐藤博久、諸橋健一
- 配給 - ムービーテレビジョン
- 制作 - コスモプロモーション
- 協力 - タカラ

## 主題歌
オープニングテーマ
「トランスフォーマー2010 〜TRANSFORMER 2010〜」
作詞 - 松本一起 / 作曲 - 小森田実 / 編曲 - 鷺巣詩郎 / 歌 - 広瀬翔
終盤では『トランスフォーマー ザ・ムービー』の映像を流用している。
メロディー入りカラオケがトランスフォーマー2010情報や日本語版最終回で使われている。
「Transformers Theme」（原語版）
作詞・作曲 - フォード・キンダー、アン・ブライアント
エンディングテーマは、本曲のインストゥルメンタル版。
エンディングテーマ「ホワッツ・ユー 〜WHAT'S YOU〜」
作詞 - 松本一起 / 作曲 - 小森田実 / 編曲 - 鷺巣詩郎 / 歌 - 広瀬翔
挿入歌（第32話）「ザ・タッチ」
歌 - スタン・ブッシュ

## 各話リスト
- 第27話、第29話、第30話は関東地区では未放映[21]。
- 総集編は映像ソフト化されていない。

| 話数                 | 話数   | サブタイトル                     | 原題                               | 脚本                                                                                             | 放送日         | 放送日          |
| 日                   | 米     | サブタイトル                     | 原題                               | 脚本                                                                                             | 米             | 日              |
| -------------------- | ------ | -------------------------------- | ---------------------------------- | ------------------------------------------------------------------------------------------------ | -------------- | --------------- |
| 第1話                | 第1話  | 新たなる戦い                     | Five Faces of Darkness, Part 1     | フリント・ディリー                                                                               | 1986年 9月15日 | 1986年 11月14日 |
| 第2話                | 第2話  | 甦える新破壊大帝                 | Five Faces of Darkness, Part 2     | フリント・ディリー                                                                               | 9月16日        | 11月21日        |
| 第3話                | 第3話  | 惑星ゴーの罠                     | Five Faces of Darkness, Part 3     | フリント・ディリー                                                                               | 9月17日        | 11月28日        |
| 第4話                | 第4話  | マトリクスの秘密                 | Five Faces of Darkness, Part 4     | フリント・ディリー                                                                               | 9月18日        | 12月5日         |
| 第5話                | 第5話  | クインテッサ星人の陰謀           | Five Faces of Darkness, Part 5     | フリント・ディリー                                                                               | 9月19日        | 12月12日        |
| 第6話                | 第10話 | メトロフレックスVSダイナザウラー | Thief in the Night                 | ポール・デイヴィッツ                                                                             | 10月6日        | 12月19日        |
| 第7話                | 第9話  | スタースクリームの幽霊           | Starscream's Ghost                 | メーゲン・マクラフリン                                                                           | 10月2日        | 12月26日        |
| 第8話                | 第8話  | コンボイの影                     | Dark Awakening                     | アントニー・ザレウスキー                                                                         | 10月1日        | 1987年 1月9日   |
| 第9話                | 第11話 | 時の罠                           | Forever Is a Long Time Coming      | ゲリー・コンウェイ カーラ・コンウェイ                                                            | 10月8日        | 1月16日         |
| 第10話               | 第6話  | 4人の捕虜                        | The Killing Jar                    | マイケル・チャールズ・ヒル ジョーイ・クリハラ・ピエドラ                                          | 9月29日        | 1月23日         |
| 第11話               | 第7話  | デスクリスタル                   | Chaos                              | ポール・デイヴィッツ                                                                             | 9月30日        | 1月30日         |
| 第12話               | 第13話 | 不思議の国のダニエル             | Madman's Paradise                  | グレイグ・ランド                                                                                 | 10月13日       | 2月6日          |
| 第13話               | 第12話 | ビックリパーティー               | Surprise Party                     | スティーブ・ミッチェル バーバラ・ペティ                                                          | 10月9日        | 2月13日         |
| 第14話               | 第14話 | 音楽惑星への挑戦                 | Carnage in C-Minor                 | バズ・ディクソン                                                                                 | 10月14日       | 2月20日         |
| 第15話               | 第15話 | 戦いか死か?!                     | Fight or Flee                      | トニー・シンシリピーニ ラリー・レイヒー                                                          | 10月15日       | 3月6日          |
| 第16話               | 第17話 | スタースクリームの復活           | Ghost in the Machine               | マイケル・チャールズ・ヒル ジョーイ・クリハラ・ピエドラ                                          | 10月21日       | 3月13日         |
| 第17話               | 第16話 | クモの巣惑星                     | Webworld                           | レン・ウィーン ダイアン・デュアン                                                                | 10月20日       | 3月20日         |
| 第18話               | 第18話 | セイバートロン星の吸血鬼         | The Dweller in the Depths          | ポール・ディニ                                                                                   | 10月30日       | 3月27日         |
| 第19話               | 第21話 | 死の商人クインテッサ             | The Quintesson Journal             | リチャード・マーウィン                                                                           | 11月11日       | 4月17日         |
| 第20話               | 第20話 | 究極の武器                       | The Ultimate Weapon                | アーサー・バイロン・コーヴァー                                                                   | 11月10日       | 4月24日         |
| 第21話               | 第22話 | 2010年の大放送                   | The Big Broadcast of 2006          | マイケル・リーヴス                                                                               | 11月12日       | 5月1日          |
| 第22話               | 第23話 | 人間トランスフォーマー           | Only Human                         | スーザン・K・ウィリアムズ                                                                        | 11月13日       | 5月8日          |
| 第23話               | 第25話 | ブラック・マネー                 | Money is Everything                | ゲリー・コンウェイ カーラ・コンウェイ                                                            | 11月17日       | 5月15日         |
| 第24話               | 第19話 | 悪夢の惑星                       | Nightmare Planet                   | ベス・ボーンスタイン                                                                             | 10月31日       | 5月22日         |
| 第25話               | 第24話 | グリムロックの新しい頭脳         | Grimlock's New Brain               | ポール・デイヴィッツ                                                                             | 11月14日       | 5月29日         |
| 第26話               | 第26話 | 原始の呼び声                     | Call of the Primitives             | ドナルド・F・グラット                                                                            | 11月18日       | 6月5日          |
| 第27話               | 第28話 | テレパシー惑星を救え             | The Face of the Nijika             | スティーブ・スケーツ                                                                             | 11月20日       | 未放送          |
| 第28話               | 第27話 | 重すぎた使命                     | The Burden Hardest to Bear         | マイケル・チャールズ・ヒル                                                                       | 11月19日       | 6月12日         |
|                      |        | ダニエルの冒険（総集編）         |                                    |                                                                                                  |                |                 |
| 正義の死闘（総集編） |        |                                  |                                    |                                                                                                  |                |                 |
| 第29話               | 第29話 | コンボイの復活 パート1           | The Return of Optimus Prime Part 1 | マーヴ・ウルフマン シェリー・ウィルカーソン                                                      | 1987年 2月24日 | 6月19日         |
| 第30話               | 第30話 | コンボイの復活 パート2           | The Return of Optimus Prime Part 2 | マイケル・チャールズ・ヒル マーヴ・ウルフマン（原案） シェリー・ウィルカーソン（ストーリー原案） | 2月25日        | 6月26日         |

## ネット局
番組販売形式での放送のため、一部地域では日本テレビ系列があるのにもかかわらず、他系列で放送したところがあった。また、系列は当時のものとする。
| 放送地域       | 放送局         | 放送系列                                     | 放送日時           | 備考   |
| -------------- | -------------- | -------------------------------------------- | ------------------ | ------ |
| 関東広域圏     | 日本テレビ     | 日本テレビ系列                               | 金曜 17:00 - 17:30 | キー局 |
| 新潟県         | テレビ新潟     | 日本テレビ系列                               | 金曜 17:00 - 17:30 |        |
| 近畿広域圏     | よみうりテレビ | 日本テレビ系列                               | 金曜 17:00 - 17:30 |        |
| 北海道         | 北海道テレビ   | テレビ朝日系列                               | 金曜 17:00 - 17:30 |        |
| 青森県         | 青森テレビ     | TBS系列                                      | 土曜 7:00 - 7:30   |        |
| 岩手県         | テレビ岩手     | 日本テレビ系列                               | 日曜 7:45 - 8:15   |        |
| 宮城県         | ミヤギテレビ   | 日本テレビ系列                               | 水曜 17:00 - 17:30 |        |
| 秋田県         | 秋田放送       | 日本テレビ系列                               | 木曜 17:30 - 18:00 |        |
| 山形県         | 山形テレビ     | テレビ朝日系列                               | 木曜 16:30 - 17:00 |        |
| 福島県         | 福島中央テレビ | 日本テレビ系列                               | 金曜 17:30 - 18:00 |        |
| 山梨県         | テレビ山梨     | TBS系列                                      | 水曜 16:25 - 16:55 |        |
| 長野県         | 信越放送       | TBS系列                                      | 不明               |        |
| 静岡県         | 静岡第一テレビ | 日本テレビ系列                               | 日曜 8:30 - 9:00   |        |
| 富山県         | 富山テレビ     | フジテレビ系列                               | 火曜 16:25 - 16:55 |        |
| 石川県         | 石川テレビ     | フジテレビ系列                               | 木曜 17:04 - 17:34 |        |
| 福井県         | 福井テレビ     | フジテレビ系列                               | 金曜 16:30 - 17:00 |        |
| 中京広域圏     | 中京テレビ     | 日本テレビ系列                               | 木曜 17:00 - 17:30 |        |
| 鳥取県・島根県 | 日本海テレビ   | 日本テレビ系列                               | 木曜 17:00 - 17:30 |        |
| 広島県         | 広島テレビ     | 日本テレビ系列                               | 日曜 8:30 - 9:00   |        |
| 山口県         | テレビ山口     | TBS系列                                      | 木曜 17:00 - 17:30 |        |
| 香川県・岡山県 | 西日本放送     | 日本テレビ系列                               | 日曜 7:00 - 7:30   |        |
| 愛媛県         | テレビ愛媛     | フジテレビ系列                               | 金曜 7:30 - 8:00   |        |
| 高知県         | 高知放送       | 日本テレビ系列                               | 木曜 17:25 - 17:55 |        |
| 福岡県         | 福岡放送       | 日本テレビ系列                               | 土曜 8:00 - 8:30   |        |
| 佐賀県         | サガテレビ     | フジテレビ系列                               | 金曜 16:28 - 16:58 |        |
| 長崎県         | 長崎放送       | TBS系列                                      | 火曜 17:20 - 17:50 |        |
| 熊本県         | 熊本県民テレビ | 日本テレビ系列                               | 木曜 17:00 - 17:30 |        |
| 大分県         | テレビ大分     | フジテレビ系列 日本テレビ系列 テレビ朝日系列 | 木曜 16:00 - 16:30 |        |
| 宮崎県         | テレビ宮崎     | フジテレビ系列 日本テレビ系列 テレビ朝日系列 | 金曜 7:30 - 8:00   |        |
| 鹿児島県       | 鹿児島テレビ   | フジテレビ系列 日本テレビ系列                | 金曜 16:00 - 16:30 |        |
| 沖縄県         | 沖縄テレビ     | フジテレビ系列                               | 木曜 16:30 - 17:00 |        |

## ネット配信
- バンダイチャンネル[22]

## 映像ソフト化
- LD
  - 戦え!超ロボット生命体トランスフォーマー2010セット（タカラ）
1996年にも通信販売限定。『トランスフォーマー ザ・ムービー』も収録されている。
  - 戦え!超ロボット生命体トランスフォーマー2010 BOX（パイオニアLDC）
1999年7月9日発売。初回限定生産。特典映像として『トランスフォーマー ザ・リバース』も収録されている。
- DVD
  - 戦え!超ロボット生命体トランスフォーマー2010 DVD-BOX（パイオニアLDC）
2001年6月22日発売。特典映像として『トランスフォーマー ザ・リバース』も収録されている。
  - 戦え!超ロボット生命体トランスフォーマー2010 DVD-SET（ジェネオン・ユニバーサル・エンターテイメント）
2012年1月25日発売。
- Blu-ray
  - 【イッキ見!】戦え!超ロボット生命体トランスフォーマー&2010 ダブル Blu-ray SET〈期間限定生産〉（NBCユニバーサル・エンターテイメント）
2018年2月7日発売。
DISC3 全30話収録。

### トランスフォーマーDVDレジェンド
タカラトミーアーツから食玩として発売。本作品と『2010』のエピソードが各1話ずつ収録されている。全8話。初代からは以下の通り。エピソードの選定にはTF開発チームが関わっている。
- 06「不思議の国のダニエル」
- 07「クモの巣惑星」
- 08「重すぎた使命」

## 漫画版

### 最強のトランスフォーマーは
ケイブンシャの大百科別冊『戦え!超ロボット生命体トランスフォーマー2010』に掲載された漫画。原作は三浦正悦。
クインテッサ星人がサイバトロン、デストロン両軍を一度に滅ぼす計画として、両軍へバトルロイヤルを提案。最後に残った優勝チームに「コンボイ杯」を授け、宇宙を支配する権利と勝利した側に従うことを取り決め、両軍各7人がリング上でバトルロイヤルを繰り広げる。デストロン側は、メガトロンとスタースクリームが、ガルバトロンの手により生き返ったという設定で参戦している。

#### 参加メンバー
- サイバトロン ‐ ロディマスコンボイ、ウルトラマグナス、チャー、ブラー、スプラング、レックガー、ウィーリー
- デストロン ‐ ガルバトロン、サイクロナス、スカージ、オクトーン、サウンドウェーブ、スタースクリーム、メガトロン

## 国内における玩具展開
ウルトラマグナス、ガルバトロンなど一部のキャラは玩具展開から先に発売されていたが、1986年11月からロディマスコンボイをはじめとした『2010』キャラクターが発売。

### キャンペーン

#### 「コンボイが死んだ!」キャンペーン
日本放映直前に流された番組CMは、数台のヘリコプターに鎖でつるされたコンボイの遺体の映像に「2005年、コンボイ 死す…」とナレーションが被る映像が流れていた。なお、このCMの時点では「トランスフォーマー2010（トゥーオーワンオー）」と呼ばれていた。
本来、本作品と前作『戦え!超ロボット生命体トランスフォーマー』を繋ぐストーリーとして、映画『トランスフォーマー ザ・ムービー』が間に入るが、日本では諸事情でその時期に上映ができなかった。そのことから「コンボイがなぜ死に、総司令官の座がロディマスに移ったのか?メガトロンが、なぜガルバトロンとして復活したのか?」を日本のファンにも分かりやすくするため、タカラは「コンボイが死んだ!」キャンペーンを行った。ファミコンゲーム『トランスフォーマー コンボイの謎』もキャンペーンの一環であるとされる。
玩具も、両軍リーダーの他に絶版となった商品と、スタジオOXが手がけた集合ポスターを同梱したセット商品「グッドバイ コンボイ」「グッドバイ メガトロン」が発売された。

#### WELCOME TO TRANSFORMERS 2010
日本版での作中の舞台である2010年の到来を記念して、同年に開始された一連の商品キャンペーンである。『ザ・ムービー』から『2010』の劇中での展開を意識した展開が行われた。
商品ラインナップ
トランスフォーマー マスターピース MP-4S コンボイ（スリープモード）
2010年6月発売。トイホビーマーケットで、国内限定販売。『ザ・ムービー』および『ザ☆ヘッドマスターズ』の戦死直前のシーンを再現したもの。
セピアカラー&つや消し塗装が施され、以前販売されたブラック版とはカラーリングが異なる。
トランスフォーマー アニメイテッド オプティマスプライム&ロディマス 司令官セット SONS OF CYBERTRON
2010年7月発売。同年に国内放映されたテレビアニメ最新作『トランスフォーマー アニメイテッド』に登場する、オプティマスプライムとロディマスのクリアー版2体セット。
海外でのデラックスクラスにあたり、オプティマスは国内初、ロディマスは世界初の商品化。
トランスフォーマー SONS OF CYBERTRON
2010年8月発売。キャラホビ2010およびトイホビーマーケットで、国内限定販売。
『Transformers Classics』のオプティマスプライム（デラックスクラス、国内未発売）と、『変形!ヘンケイ!トランスフォーマー』のロディマスのクリアー版2体セット。
星間帝王 ユニクロン 2010エディション
2010年9月発売。トイホビーマーケットで、国内期間限定受注販売。
『マイクロン伝説』で発売されたユニクロンの仕様変更品。カラーリングおよび頭部の形状を『ザ・ムービー』に近い形に変更したもの。
創造神 プライマス 2010エディション
2010年10月発売。トイホビーマーケットで、国内期間限定受注販売。
『ギャラクシーフォース』放映後に発売された、プライマスの仕様変更品。
アニマトロン巨重合体兵 プレダキング 2010エディション
2010年11月発売。復刻版アニマトロンの5体セット。プレダキングに合体。本体には、メタリック風塗装が施される。
トランスフォーマー マスターピース MP-9 ロディマスコンボイ
2011年1月発売。ロディマスコンボイと、その転生前のホットロディマスの両方の姿を再現できる（両方とも、ビークル形態に変形可能）。
マスターピース ロディマスコンボイ専用 サウンドステージ
キャンペーン用景品。キャンペーン対象商品についているポイントを集めると、応募者全員にプレゼント。